# Narcís Julià
Narcís Julià Fontané (Gerona, Cataluña, España, 24 de abril de 1963), deportivamente conocido como Julià, es un exfutbolista, exentrenador y director deportivo español. Su hermano, Francesc Xavier Julià, fue también futbolista profesional.

## Trayectoria
Juliá se formó en el fútbol base del Girona F. C. Con 16 años ya dio el salto al primer equipo gerundense, que por entonces militaba en Segunda División B. Considerado uno de los futbolistas catalanes más prometedores del momento -era internacional juvenil-, fue fichado por el Real Zaragoza en 1982. Su trayectoria en el conjunto blanquillo se inició en el Deportivo Aragón, siendo su éxito más destacado en esta etapa el ascenso a Segunda División, por primera vez en la historia del filial zaragocista.
Inició la temporada 1985/86 en Segunda División con el filial, pero a mitad de campaña dio el salto al primer equipo. Debutó en la máxima categoría el 2 de febrero de 1986, ante el Celta de Vigo. Rápidamente, logró asentarse en el equipo, llegando a ser titular en la final de la Copa del Rey que esa misma temporada los aragoneses le ganaron al F. C. Barcelona. 
Permaneció ocho campañas más en el Real Zaragoza, siendo el central titular del equipo maño, aunque a menudo su participación se vio condicionada por las lesiones. En total, jugó 183 partidos en Primera División, en los que anotó tres goles. Participó en dos ocasiones en la Copa de la UEFA y una vez en la Recopa de Europa, alcanzando las semifinales. En 1993 volvió a jugar como titular una final de la Copa del Rey, aunque en esta ocasión el Real Madrid se impuso al Real Zaragoza. Apenas un mes después de esta final, mientras disputaba un partido de pretemporada ante la S. D. Huesca, sufrió una grave lesión en el cartílago de la rodilla. Tras infructuosos intentos de recuperación, en noviembre de 1993 anunció su retirada de los terrenos de juego.
Tras colgar las botas, ingresó en el equipo técnico del Real Zaragoza. Fue entrenador de los juveniles del club y segundo entrenador del filial, con Luis Costa. Luego desempeñó el mismo cargo en el primer equipo, primero con el propio Costa y posteriormente con Txetxu Rojo y Juanma Lillo.
En 2001 abandonó Zaragoza y regresó al Girona F. C. como director deportivo, aunque llegó a bajar al banquillo a finales de la temporada 2002/03 para dirigir al equipo en la promoción a Segunda B. Consiguió cuatro victorias en cuatro encuentros, que permitieron lograr el objetivo del ascenso. Tras este éxito, regresó a los despachos un año más, hasta que el verano de 2004 inició una nueva etapa como ayudante de Víctor Fernández en el banquillo del Oporto donde, a pesar de lograr la Copa Intercontinental, fueron cesados sin terminar el curso. Un año más tarde, Juliá siguió a Fernández en su siguiente aventura, de nuevo en el banquillo del Real Zaragoza, donde se mantuvo una temporada y media: desde julio de 2006 hasta su destitución, en enero de 2008.
A mitad de la temporada 2009/10, inició una nueva experiencia en solitario, aterrizando en el banquillo del Girona F. C., de Segunda División. Juliá ocupó el puesto del cesado Cristóbal Parralo, y logró el objetivo de mantener la categoría, aunque tuvo que sufrir hasta la última jornada.
En julio de 2010, con la llegada de Sandro Rosell a la presidencia del F. C. Barcelona, fue nombrado secretario técnico del club azulgrana formando parte del personal técnico de Andoni Zubizarreta. En el club blaugrana estaría hasta enero de 2015, donde abandonaría el club catalán.
El 21 de diciembre de 2015, fue presentado como nuevo director deportivo del Real Zaragoza. En febrero de 2017, el Real Zaragoza confirmó el acuerdo alcanzado con  Narcís para dejar el cargo de director deportivo, junto con el secretario técnico, Albert Valentín.

## Selección nacional
Aunque nunca llegó a debutar con la selección absoluta de España, fue internacional en varias de las categorías inferiores. Vistió en 16 encuentros la camiseta de la selección sub-18, con la que logró la cuarta posición en la Eurocopa de la categoría en 1981. También fue internacional, en cuatro ocasiones, con la selección sub-19, en dos ocasiones con la sub-20 y en una ocasión con la sub-21.
Además, en 1993 disputó un encuentro de carácter amistoso con la selección de fútbol de Cataluña.

## Clubes

### Como jugador
| Club             | País   | Año       |
| ---------------- | ------ | --------- |
| Girona F. C.     | España | 1979-1982 |
| Deportivo Aragón | España | 1982-1986 |
| Real Zaragoza    | España | 1986-1994 |

### Como entrenador
| Club         | País   | Año       |
| ------------ | ------ | --------- |
| Girona F. C. | España | 2003      |
| Girona F. C. | España | 2009-2010 |

## Palmarés

### Campeonatos nacionales

#### Como jugador
| Título       | Club   | País          | Año  |
| ------------ | ------ | ------------- | ---- |
| Copa del Rey | España | Real Zaragoza | 1986 |